# Апофеоз (фільм)
«Апофеоз» (нім. Apotheose) — німий короткометражний фільм Макса Складановського 1895 року.

## Сюжет
Два винахідника «Біоскопу» (пристрою на кшталт «чарівного ліхтаря», який проектував зображення, що змінюються, створюючи ілюзію руху), кланяються з екрану. Цю сцену показували наприкінці сеансу — автори таким чином ніби прощалися з глядачами.

## Прем'єра
Німеччина — 1 листопада 1895 року

## Цікаві факти
- 1 листопада 1895 року Макс Складановський зняв 7  фільмів, одним з яких був «Апофеоз».
- 1897 року Макс Складановський зніме фільм Апофеоз 2